# (14961) d'Auteroche
(14961) d'Auteroche est un astéroïde de la ceinture principale.

## Description
(14961) d'Auteroche est un astéroïde de la ceinture principale. Il fut découvert le 8 juin 1996 à La Silla par Eric Walter Elst. Il présente une orbite caractérisée par un demi-grand axe de 2,46 UA, une excentricité de 0,16 et une inclinaison de 3,5° par rapport à l'écliptique.

## Compléments